# Adolf Gutmann (Musiker)

Adolf Gutmann, Lithographie aus Allgemeine Moden-Zeitung, 21. März 1879

Adolf Wilhelm Gutmann (* 12. Januar 1819 in Heidelberg; † 27. Oktober 1882 in La Spezia) war ein deutscher Pianist und Komponist.

## Leben
Adolf Gutmann lernte in Heidelberg wahrscheinlich Robert Schumann kennen, der 1829/30 in Heidelberg studierte und nur wenige Häuser von Gutmann entfernt wohnte. 1834 ging Gutmann – im Alter von 15 Jahren – nach Paris und wurde dort Schüler von Frédéric Chopin.
Chopin widmete Gutmann das 1839 publizierte Scherzo Nr. 3 cis-Moll op. 39. Er war auch als Kopist seiner Werke tätig.
Zwei Briefe, die Chopin am 6. Mai 1848 aus London sowie am 16. Oktober 1848 aus Calder House bei Edinburgh an Gutmann schrieb, zeugen von einem sehr engen, vertrauten Verhältnis der beiden Künstler.